# 自然環境保全地域
日本的自然環境保全地域是基於自然環境保全法，針對需要特別保護的自然環境而指定的區域。此外，也有基於同一法律所指定的原生自然環境保全地域（環境大臣指定）和都道府縣自然環境保全地域（都道府縣的知事指定）。

## 概要
根據日本自然環境保全法（管理單位為環境省），首先區分為自然環境保全地域、都道府縣自然環境保全地域和原生自然環境保全地域。接下來，自然環境保全地域、都道府縣自然環境保全地域又更進一步的分為特別地區、海域特別地區和普通地區。

### 與自然公園的不同之處
自然環境保全地域是單純為了保護自然環境，而自然公園的目的則是為了在保護的同時促進該地區的利用（例如觀光等）。

## 規範與限制
以下的規範和限制主要是針對自然環境保全地域。都道府縣的自然環境保全地域，由各都道府縣的自定條例來規範。

### 特別地區中需要申請許可的行為
- 建築物的建造、改建
- 整地、土地開墾等
- 礦物或土石的開採
- 填海或围垦
- 與河川、湖泊的水位或水量增減有關的行為
- 伐木
- 湖泊、溼源和其周邊地區的汙水排放

### 普通地區中需要報備的行為
- 建築物的建造、改建
- 整地、土地開墾等
- 礦物或土石的開採
- 填海或围垦
- 與河川、湖泊的水位或水量增減有關的行為

雖然是報備制，但受理的官方單位也有可能限制或禁止申請者的行為。這是自然公園法（普通地區）、自然環境保全法（普通地區）的特徵之一。

## 指定地區
環境大臣所指定的地區。

### 原生自然環境保全地域
| 地區         | 面積     | 指定年月日     | 特色                                                     |
| ------------ | -------- | -------------- | -------------------------------------------------------- |
| 遠音別岳     | 1,895 ha | 1980年2月4日   | 偃松為主的高山性植物                                     |
| 十勝川源流部 | 1,035 ha | 1977年12月28日 | 蝦夷松、椴松為主的亞寒帶針葉林                           |
| 南硫黄島     | 367 ha   | 1975年5月17日  | 蕨类植物、雲霧森林為主的熱帶、亞熱帶植物，海蝕地形、海鳥 |
| 大井川源流部 | 1,115 ha | 1976年3月22日  | 栂為主的溫帶針葉林、亞寒帶針葉林                         |
| 屋久島       | 1,219 ha | 1975年5月17日  | 日本柳杉為主的溫帶針葉樹林、蚊母樹、裏白樫等為主的照葉林 |

### 自然環境保全地域
| 地區         | 面積      | 指定年月日     | 特色                                             |
| ------------ | --------- | -------------- | ------------------------------------------------ |
| 大平山       | 674 ha    | 1977年12月28日 | 山毛欅天然林、石灰岩地植物                       |
| 白神山地     | 14,043 ha | 1992年7月10日  | 日本最大的山毛欅天然林、黑啄木鳥等稀少動植物     |
| 和賀岳       | 1,451 ha  | 1981年5月21日  | 黑啄木鳥天然林、偃松群落、雪田植物               |
| 早池峰       | 1,370 ha  | 1975年5月17日  | 高山、亞高山性植物、蛇紋岩的植物、赤蝦夷松天然林 |
| 大佐飛山     | 545 ha    | 1981年3月16日  | 山毛欅、大白檜曽天然林                           |
| 利根川源流部 | 2,318 ha  | 1977年12月28日 | 高山風衝低木林、山毛欅、深山楢天然林、雪田植生   |
| 笹ヶ峰       | 537 ha    | 1982年3月31日  | 山毛欅、白檜曽天然林                             |
| 白髪岳       | 150 ha    | 1980年3月21日  | 山毛欅天然林                                     |
| 稻尾岳       | 377 ha    | 1975年5月17日  | 蚊母樹、裏白樫等為主的照葉林                     |
| 崎山灣       | 128 ha    | 1983年6月28日  | 珊瑚礁                                           |